# Kansliråd
Kansliråd är en befattning för tjänstemän i Regeringskansliet. Kanslirådet bereder och föredrar ärenden inför statsråden.
Tidigare var kansliråd benämningen på ett flertal högre ämbetsmän inom statsdepartementet. Kansliråden hade då till uppgift att förbereda ärenden, vilka tilldelats den under honom lydande byrån, samt fördelade dem inför vederbörande statsråd och även gav förslag till beslut. I Utrikesdepartementet användes titeln endast av chefen för dess arkiv. Ibland tilldelades karaktärsfullmakt med titel "Kansliråd i Kungl. Maj:ts kansli", som i första hand var en ren hederstitel, och inte var förknippat med något ämbete.
Denna betydelse infördes 1878 - innan dess var kansliråd beteckningen på medlemmar ur "Kanslirådet" som var styresorgan för Kunglig Majestäts kansli. Kansliråd hade överstes rang, men efter, enligt den rangordning som existerade fram till 1909.